# Тируваннамалай (округ)
Тируваннамалай (англ. Tiruvannamalai) — округ в индийском штате Тамилнад. Образован 30 сентября 1989 года в результате разделения округа Северный Аркот на два самостоятельных округа — Тируваннамалай и Северный Аркот-Амбедкар. Административный центр — город Тируваннамалай. Площадь округа — 4621 км².

## Население
По данным переписи 2011 года население округа составляет 3 468 965 человек, что примерно соответствует населению такой страны как Кувейт. Плотность населения — 654 чел/км². Уровень роста населения за период с 2001 по 2011 год составил 12,94 %. Гендерный состав: 993 женщины на 1000 мужчин; уровень грамотности — 79,33 %. Городское население — всего 29,33 %.
По данным прошлой переписи 2001 года население округа составляло 2 186 125 человек. Уровень грамотности взрослого населения был тогда 67,4 %, что выше среднеиндийского уровня на тот момент (59,5 %). Доля городского населения составляла 18,3 %.

## География
Расположен в северо-восточной части штата. Граничит с округами: Веллуру (на севере), Канчипурам (на востоке), Виллупурам (на юге), Дхармапури и Кришнагири (на западе). Средний годовой уровень осадков составляет около 987 мм.
В административном отношении подразделяется на 10 талуков: Ченгам, Тируваннамалай, Полур, Тандарампатту, Аарани, Вандаваси, Каласапаккам, Килпеннатур, Четпет и Чейяр.